# Madeleine av Valois
Madeleine av Valois, född 10 augusti 1520 i Saint-Germain-en-Laye utanför Paris, död 7 juli 1537 i Edinburgh, var en fransk prinsessa, dotter till det franska kungaparet Frans I och Claude, var genom sitt äktenskap med Jakob V drottning av Skottland från 1 januari 1537 till sin död ett halvår senare. Äktenskapet förblev barnlöst.

## Biografi
Madeleine var född med en mycket bräcklig kroppskonstitution och hennes far lät henne därför växa upp i Loiredalen, vars varma klimat skulle vara bäst för hennes hälsa. Från 1536 led hon dock av tuberkulos. Då Jacob av Skottland samma år anlände till Frankrike för att arrangera ett franskt äktenskap som skulle förse honom med en fransk-skotsk allians mot England och pengar till den skotska statskassan, blev han förälskad i Madeleine. 
Hennes far förbjöd först äktenskapet på grund av hennes hälsa, som inte skulle tåla det skotska klimatet, och Jakob började uppvakta Maria av Guise. Efter att han sett Madeleine på en slottsbal bad han dock ännu en gång om att få gifta sig med henne, och efter att Madeleine själv sagt att hon ville gifta sig med Jakob gick fadern med på det. Parets bröllop firades i Notre Dame-kyrkan i Paris och därefter i flera månader (själva vigseln ägde rum 1 januari 1537) innan de gav sig av till Skottland, dit de anlände den 19 maj. 
Madeleine förde med sig en stor hemgift och ett stort franskt följe till Skottland. Några månader efter sin ankomst till Skottland avled hon av sin tuberkulos.